# دورا لیمتر
دورا لیمتر (مجاری: Dóra Leimeter؛ زادهٔ ۸ مه ۱۹۹۶) بازیکن واترپلو زن اهل مجارستان است.